# The Underground Resistance
The Underground Resistance – piętnasty album studyjny norweskiej grupy muzycznej Darkthrone. Wydawnictwo ukazało się 22 lutego 2013 roku nakładem wytwórni muzycznej Peaceville Records. Nagrania zostały zarejestrowane pomiędzy wiosną 2010 a latem 2012 roku w Necrohell Studios.

## Lista utworów
Opracowano na podstawie materiału źródłowego.
| Nr | Tytuł utworu                    | Słowa          | Muzyka         | Długość |
| -- | ------------------------------- | -------------- | -------------- | ------- |
| 1. | „Dead Early”                    | Nocturno Culto | Nocturno Culto | 4:55    |
| 2. | „Valkyrie”                      | Fenriz         | Fenriz         | 5:19    |
| 3. | „Lesser Men”                    | Nocturno Culto | Nocturno Culto | 5:00    |
| 4. | „The Ones You Left Behind”      | Fenriz         | Fenriz         | 4:20    |
| 5. | „Come Warfare, The Entire Doom” | Nocturno Culto | Nocturno Culto | 8:47    |
| 6. | „Leave No Cross Unturned”       | Fenriz         | Fenriz         | 13:30   |
|    |                                 |                |                | 41:51   |

## Twórcy
Opracowano na podstawie materiału źródłowego.
| - Ted "Nocturno Culto" Skjellum – śpiew, gitara, gitara basowa, miksowanie, mastering, inżynieria dźwięku - Gylve "Fenriz" Nagell – perkusja, śpiew, gitara basowa (4), gitara (2) - Spräk, Line Wiklund, Mats Tannåneset, Mikael Ohlson, Jørn Steen, Hater of lame BM, Hjemmebrent – zdjęcia |  | - Jim Fitzpatrick – okładka albumu - Matt Vickerstaff – oprawa graficzna - Jack Control – mastering |

## Notowania
| Lista                   | Kraj            | Pozycja |
| ----------------------- | --------------- | ------- |
| Suomen virallinen lista | Finlandia       | 35      |
| SNEP                    | Francja         | 142     |
| VG-Lista                | Norwegia        | 23      |
| Sverigetopplistan       | Szwecja         | 50      |
| UK Albums Chart         | Wielka Brytania | 187     |